# Баяндаров, Магзам Тогжанович
Магзам Тогжанович Баяндаров (каз. Мағзам Тоғжанұлы Баяндаров; 25 сентября 1957, с. Бобровка, Глубоковский район, Восточно-Казахстанская область, КазССР) — казахстанский государственный и общественный деятель. 

## Биография
Баяндаров Магзам Тогжанович родился 25 сентября 1957 года в селе Бобровка Глубоковского района Восточно-Казахстанской области. По национальности казах.

### Образование
В 1985 году окончил Казахский государственный университет им. С. Кирова по специальности юрист.

### Трудовая деятельность
До 1987 года возглавлял комитет комсомола КазГУ.
С 1987 по 1990 год работал преподавателем юридического факультета.
С 1990 по 1992 год был заместителем секретаря парткома КазГУ.
В 1992–1994 годах был помощником первого заместителя главы Алматинской городской администрации.
В 1995–1997 годах — советник премьер-министра Республики Казахстан.  
С октября 1997 до января 2005 года — руководитель аппарата акима Алматы.  
В январе–мае 2005 — аким города Усть-Каменогорск.  
С мая 2005 — первый заместитель акима Восточно-Казахстанской области. 

### Научные труды
Баяндаров М.Т. Основные черты и особенности судебно-правовой реформы 1898 года в Казахстане/ Диссертация на соискание ученой степени кандидата юридических наук/ Алматы, 2001 